# Moustafa Benshi
Moustafa Benshi, född 7 januari 2002, är en svensk-syrisk fotbollsspelare som spelar för IF Karlstad i Ettan.

## Klubblagskarriär
Moustafa Benshi föddes i Syrien men flydde landet tillsammans med sin familj till följd av inbördeskriget. I början av 2015 kom familjen till Sverige och ett drygt år senare började Benshi spela fotboll i Kalmar Södra IF. Efter blott ett halvår i klubben skrev han istället på för Kalmar FF under sommaren 2016, efter att ha provtränat för bland annat Barcelona.
I december 2020 skrev Benshi på för portugisiska Marítimo. Coronaviruspandemin förhindrade dock flytten och han blev istället kvar i Kalmar FF.
Den 18 augusti 2021 fick Benshi begå sin A-lagsdebut i klubben, då han blev målskytt i sitt inhopp i 3-1-segern mot Lunds BK i Svenska Cupen.  Bara dagar senare fick Benshi begå sin allsvenska debut. I 1-0-segern mot Östersunds FK den 23 augusti 2021 gjorde han nämligen ett sent inhopp. I december 2022 värvades Benshi av Ettan-klubben IF Karlstad. I november 2024 lämnade han IF Karlstad.

## Personligt
Moustafa Benshi föddes i Syrien men hans familj flydde landet efter att inbördeskriget brutit ut. De levde på flykt i tre års tid och som barn tvingades Benshi bland annat att arbeta på en textilfabrik i Turkiet i ett år, innan familjen kom till Sverige i början av 2015.

## Statistik
Uppdaterad 26 augusti 2021
| Klubb              | Säsong             | Liga               | Liga    | Liga | Nationell cup | Nationell cup | Ligacup | Ligacup | Internationell cup | Internationell cup | Övrigt  | Övrigt | Totalt  | Totalt |
| Klubb              | Säsong             | Division           | Matcher | Mål  | Matcher       | Mål           | Matcher | Mål     | Matcher            | Mål                | Matcher | Mål    | Matcher | Mål    |
| ------------------ | ------------------ | ------------------ | ------- | ---- | ------------- | ------------- | ------- | ------- | ------------------ | ------------------ | ------- | ------ | ------- | ------ |
| Kalmar FF          | 2021               | Allsvenskan        | 1       | 0    | 0             | 0             | -       | -       | -                  | -                  | -       | -      | 1       | 0      |
| Totalt i karriären | Totalt i karriären | Totalt i karriären | 1       | 0    | 0             | 0             | 0       | 0       | 0                  | 0                  | 0       | 0      | 1       | 0      |